# KKR Tower
Pour les articles homonymes, voir KKR (homonymie).
La KKR Tower ou Kompleks Kerja Raya 2 est un gratte-ciel de 175 mètres de hauteur construit de 2010 à 2014 à Kuala Lumpur en Malaisie.
Il abrite des bureaux du gouvernement de la Malaisie sur 37 étages.
L'architecte est l'agence malaisienne GDP Architects Sdn Bhd